# Santa María Atzompa
Santa María Atzompa es una localidad del estado mexicano de Oaxaca. Es cabecera del municipio de Santa María Atzompa.

## Demografía
| Censo | Población |
| ----- | --------- |
| 1900  | 1 620     |
| 1910  | 1 519     |
| 1921  | 1 312     |
| 1930  | 1 463     |
| 1940  | 1 416     |
| 1950  | 1 631     |
| 1960  | 1 726     |
| 1970  | 2 169     |
| 1980  | 2 989     |
| 1990  | 3 345     |
| 1995  | 9 183     |
| 2000  | 13 433    |
| 2005  | 16 855    |
| 2010  | 21 788    |
| 2020  | 28 586    |